# Karin Zielinski
Karin Zielinski (Lima, 24 de abril de 1982) es una compositora, productora musical, arreglista y cantante peruana que ha trabajado en diversos proyectos musicales y audiovisuales en su país. Entre sus trabajos más destacados se encuentra la creación de la banda sonora para la película peruana El limpiador, del director Adrián Saba, trabajo que le valió un premio del público a la Mejor música original en el Festival Internacional de Cine de Punta del Este, así como una nominación a la Mejor música original en la primera edición de los Premios Platino del Cine Iberoamericano 2014.

## Inicios musicales
Empezó a componer sus primeras piezas instrumentales a partir de los 13 años. Después de llevar estudios en guitarra clásica comenzó a escribir canciones y a llevar clases de canto, lo que la llevó a componer distintas canciones y a terminar conformando parte de la primera generación de cantantes del grupo vocal Voces del Jazz dirigido por Mónica Gastelumendi y perteneciente a la Asociación Cultural Jazz Perú por esa época dirigida por Gabriel Alegría. Esta etapa fue muy importante para comenzar a adquirir otras herramientas que más adelante utilizaría en su carrera de compositora.
Su carrera musical profesional comenzó en 2005 conformando el trío de jazz vocal Ezquilache junto a las cantantes María Laura Bustamante (Alejandro y María Laura) y Yoly García. Con Ezquilache lanzarían una primera producción discográfica A tierra negra (2007), donde experimentarían con distintos géneros como el jazz, funk, R&B, pop y su fusión con sonidos afroperuanos. A tierra negra fue uno de los discos de jazz más vendidos en Perú en 2007 y el grupo tuvo relativo éxito en la escena local limeña. Pero en 2008 cada integrante emprendería proyectos propios y finalmente se separarían.
A comienzos del 2010 comienza a producir su primer álbum como solista. Hace una recopilación de 10 de sus temas que hablan sobre distintas situaciones en su vida como universitaria, sobre su ciudad natal Lima y sobre las cosas que la inquietan, es así como nace Manzanas en el suelo, un disco indie folk - pop, que resalta por sus arreglos de vientos, cuerdas, guitarras y teclados. Es lanzado el 10 de junio de 2014 recibiendo muy buenas críticas.

## Formación
Zielinski estudió la carrera de Ciencias de la Comunicación en la Universidad de Lima, carrera que despertó su interés por el cine y lo audiovisual. Otros estudios incluyen guitarra clásica, piano, canto, jazz vocal, armonía, composición y música electrónica. Además, cuenta con un máster en bandas sonoras y medios audiovisuales otorgado por la Escuela Superior de Música de Cataluña, ESMUC (Barcelona, España).

## Cine, teatro y televisión
Comienza a trabajar en la elaboración de bandas sonoras para distintos cortometrajes y documentales como El niño y el mar, Bsb, Cuidados intensivos, Faique, Dinosaurio, entre otros y es así como en 2010 tiene la oportunidad de crear la banda sonora para el cortometraje animado El mundo invisible, basado en el álbum ilustrado del reconocido artista plástico peruano Fito Espinosa. Con este trabajo lanza un EP con la música del film.
En 2011 funda su propio estudio de posproducción de sonido Stereomonkey junto a su socio y pareja Raúl Astete. En él comienzan a trabajar en diversos proyectos audiovisuales y musicales. Es en ese mismo año que comienza a trabajar en la banda sonora para la película peruana El limpiador, primer largometraje del director Adrián Saba. Su trabajo obtuvo muy buena crítica y un premio en 2013 a Mejor música original en el Festival Internacional de Cine de Punta del Este, destacando entre más de 25 films a nivel iberoamericano.
En 2013 comienza a trabajar en la banda sonora para la película Sueños de Gloria, del director Álex Hidalgo, primer musical sobre la marinera hecha en el Perú. También comienza a trabajar en la música para la puesta en escena de Canciones para mirar de María Elena Walsh y bajo la dirección de Alberto Ísola.
En 2014, su trabajo en El Limpiador fue seleccionado entre más de 700 películas a nivel iberoamericano obteniendo una nominación a Mejor música original en la primera edición de los Premios Platino  del Cine iberoamericano 2014, donde pudo competir junto a 2 grandes compositores internacionales de amplia trayectoria, el argentino Emilio Kauderer y el español Joan Valent.
Este mismo año Zielinski trabaja en la música original del documental televisivo Camino a la Hoyada, un documental de Andrés Cotler y que habla sobre las desapariciones forzadas en la región de Ayacucho durante el periodo de violencia de los años 80.
Es convocada por Giovanni Ciccia para trabajar en la música para la obra teatral Un Fraude Epistolar, escrita por Fernando Ampuero del Bosque y dirigida por Ciccia. En esta obra tiene la oportunidad de adentrarse en géneros que tienen que ver más con sus raíces peruanas y reconectarse con Autores de la Lima de 1900.
En 2015 llegaría la oportunidad de trabajar con Francisco Lombardi, emblemático director peruano y con quien tuvo la oportunidad de trabajar su última película, Dos besos (2015), es la historia de un complejo triángulo amoroso que desencadena una serie de hechos y cambios en sus tres personajes.
En 2016 La última tarde, segundo largometraje de Joel Calero, narra la historia de una pareja en proceso de divorcio que no se ha visto en 19 años, siguiéndole los pasos durante una sola tarde. Esta película se ha paseado por distintos festivales obteniendo importantes premios como Mejor Actriz para Katherina D'Onofrio en el Festival de Cine de Punta del este y Mejor Director para Calero en el Festival de Cine de Guadalajara. Zielinski interviene en la última escena del film ya que en el momento de la postproducción el equipo se dio cuenta de que había un vacío que necesitaba ser narrado de otra forma, según sus propias palabras: «Es una película que fluye sola a través de sus diálogos y que solo necesita ese empuje final de la música en la última escena, cuando sus personajes justamente dejan de hablar. La música entonces se convierte en el diálogo que une a ambos personajes en el epílogo, se convierte en su voz de modo imperceptible y nos lleva al final».
Entre 2016 y 2017 se muda a Barcelona para estudiar un máster en Bandas Sonoras y música para Medios Audiovisuales en la Escuela Superior de Música de Cataluña, donde tiene la oportunidad de colaborar por primera vez con la Orquesta Sinfónica de Bratislava. Al regresar a Lima, Zielinski comienza a trabajar en la banda sonora de Django: sangre de mi sangre, un policial dirigido por el director Aldo Salvini. Para esta película Zielinski vuelve a recurrir a la Orquesta Sinfónica de Bratislava para grabar la música original.

## Filmografía

### Cortometrajes
- Reunión (2009), dir. Antolín Prieto (Perú)
- Rumeits (2009), dir. Gonzalo Ladines (Perú)
- Bsb (2010), dir. César Fe (Perú)
- El mundo invisible (2010), dir. César Fe y Brian Jacobs (Perú)
- El niño y el mar (2011), dir. Mauricio Rivera Hoffman (Perú)
- Dinosaurio (2011), dir. Josué Chávez (Perú)
- Cuidados intensivos (2011), dir. Brian Jacobs (Perú)
- El acompañante (2012), dir. Álvaro delgado Aparicio (Perú)
- Alondra (2013), dir. Diego Vega y Daniel Vega (Perú)
- Nocturno (2014), dir. Roberto Flores (Perú)
- La última función (2015), dir. Roberto Flores (Perú)
- General Choquehuanca (2015), dir. Carlos Grados (Perú)
- La rabia (2015), dir. Adriana Álvarez (Perú)
- AYA (2016), dir. Francesca Canepa (Perú)
- Dress in Black (2017), dir. Alberto J. Gutiérrez (Perú)
- Ni tuya ni mía (2017), dir. Norma Velásquez (Perú)
- Baby (2017), dir. Thais Drassinower (Estados Unidos - Perú)
- Casa al atardecer (2017), dir. Jorge Isaac Aróstegui (Argentina)
- Hotel Paraíso (2017), dir. Gabriel Páucar (Perú)
- La condenada evolución (2017), dir. Millanes Rivas (España)
- Humano (2017), dir. Marco Castro (Perú)
- Atrapadas (2018–2019), dir. Nataly Vergara (Perú)
- Non Silences (2018), dir. Francesca Canepa (Perú - España)
- El silencio del río (2019), dir. Francesca Canepa (Perú)
- El juego (2019), dir. Rogger Vergara (Perú)
- Zulen y yo (2020), dir. Michelle Alexander (Perú)
- Vestiduras (2020), dir. Brian Jacobs (Perú)
- Palabras urgentes (2021), dir. Sergio Fernández y Mateo Krystek (Perú)
- HAMPUY Amta Haru (2022), dir. Ikarus (Perú)
- Alegre y Olé (2022), dir. Sergio Clara Santaolalla (España)
- QUILLA (2022), dir. Tania Calero (Perú)

### Largometrajes
- El limpiador (2013), dir. Adrián Saba, música original (Perú)
- Sueños de gloria (2013), dir. Álex Hidalgo, música original (Perú)
- Dos besos (2015), dir. Francisco Lombardi, música original (Perú)
- La última tarde (2016), dir. Joel Calero, música original (Perú)
- Margarita (2016), dir. Frank Pérez Garland, Tema Principal Princesa (Perú)
- Infamia (2017), dir. Andrés Vernal, música original (Perú)
- Django: sangre de mi sangre (2018), dir. Aldo Salvini, música original (Perú)
- Amigos en apuros (2018), dir. Joel Calero, Lucho Cáceres, música original (Perú)
- Larga distancia (2019), dir. Franco Finnochiaro, música original (Perú)
- Django: en el nombre del hijo (2019), dir. Aldo Salvini, música original (Perú)
- El corazón de la luna (2020), dir. Aldo Salvini, música original (Perú)
- La casa del caracol (2020), dir. Macarena Astorga, música original (España - Perú)
- El refugio (2021), dir. Macarena Astorga, música original (España - Perú)
- De caperuza a loba (2022), dir. Chus Gutiérrez, música original (España - Perú)
- La banda presidencial (2022), dir. Eduardo Mendoza, música original (Perú)
- El sueño de Ariana (2022), dir. Evelyne Pegot, música original (Perú)
- Willaq Pirqa, el cine de mi pueblo (2022), dir. César Galindo, música original (Perú)
- Soltera, casada, viuda, divorciada (2023), dir. Ani Alva Helfer, música original (Perú)
- Érase una vez en los Andes (2023), dir. Rómulo Sulca, música original (Perú)
- Todas las fuerzas (2023), dir. Luciana Piantanida, música original (Argentina)
- Tus amigos no te harían daño (2023), dir. Germán Tejada, música original (Perú - México)
- Chabuca (2024), dir. Jorge Carmona, música original (Perú)
- Sube a mi nube (2024), dir. Sergio Barrios, música original (Perú)
- Pucallpa, la europea (2024), dir. Santi Zegarra, música original (Perú)
- No te mueras por mí (2025), dir. Daniel Rehder, música original (Perú)

### Documentales
- Faique (2012), dir. La Furia Films
- Camino a la hoyada (2014), dir. Andrés Cotler
- Teodomira (2014), dir. Daniel Vega
- Identidad (2019), dir. José Carlos García
- El canto de las mariposas (2020), dir. Nuria Frigola
- Invasión Drag (2020), dir. Alberto Castro
- Destapadas (2021), dir. Paola Molina
- Las cautivas (2021), dir. Natalia Maysundo
- Salir del clóset (2022), dir. Alberto Castro
- Arde Lima (2023), dir. Alberto Castro
- Shiringa (2024), dir. Wilton Martinez

## Teatro
- Canciones para mirar (2014), María Elena Walsh, dir. Alberto Isola / Teatro La Plaza - Producción Musical
- Un fraude epistolar (2014), Fernando Ampuero del Bosque, dir. Giovanni Ciccia / Teatro Larco - música original
- La verdad (2023), Florian Zeller, dir. Giovanni Ciccia / Teatro Marsano - música original
- Despertar de primavera (2023), Frank Wedekind, dir. Jorge Castro /  Teatro La Plaza - música original
- El Próximo Año A La Misma Hora (2024), Bernard Slade, dir. David Carrillo /  Teatro Marsano - música original
- Como Una Uva Seca Al Sol (2024), Lorraine Hansberry, dir. Ebelin Ortiz /  Teatro Del Centro Español - música original
- Detrás Ruge El Lago (2024), Anton Chejov, dir. MAriana De Althaus /  Teatro La Plaza - música original

## Discografía
- A tierra negra (2007), con Ezquilache
- El mundo invisible (2011), banda sonora original
- Manzanas en el suelo (2014), Solista
- El limpiador (2014), banda sonora original
- Camino a la hoyada, (2017), banda sonora original
- Django: Sangre de mi sangre (2018), banda sonora original

## Premios y nominaciones
| Premio                                           | Categoría                                | Trabajo              | Resultado | Año  |
| ------------------------------------------------ | ---------------------------------------- | -------------------- | --------- | ---- |
| Festival Internacional de Cine de Punta del Este | Premio del Público Mejor música original | El limpiador         | Ganadora  | 2013 |
| Premios Platino del Cine Iberoamericano          | Mejor música original                    | El limpiador         | Nominada  | 2014 |
| Premios Luces El Comercio                        | Mejor Artista Revelación 2014            | Manzanas en el suelo | Nominada  | 2014 |
| The Monthly Film Festival TMFF                   | Best Original Score of The Month         | Humano               | Ganadora  | 2018 |
| Boston Film Festival                             | Best Original Score                      | Moon Heart           | Nominada  | 2022 |